# Кольский некрополь

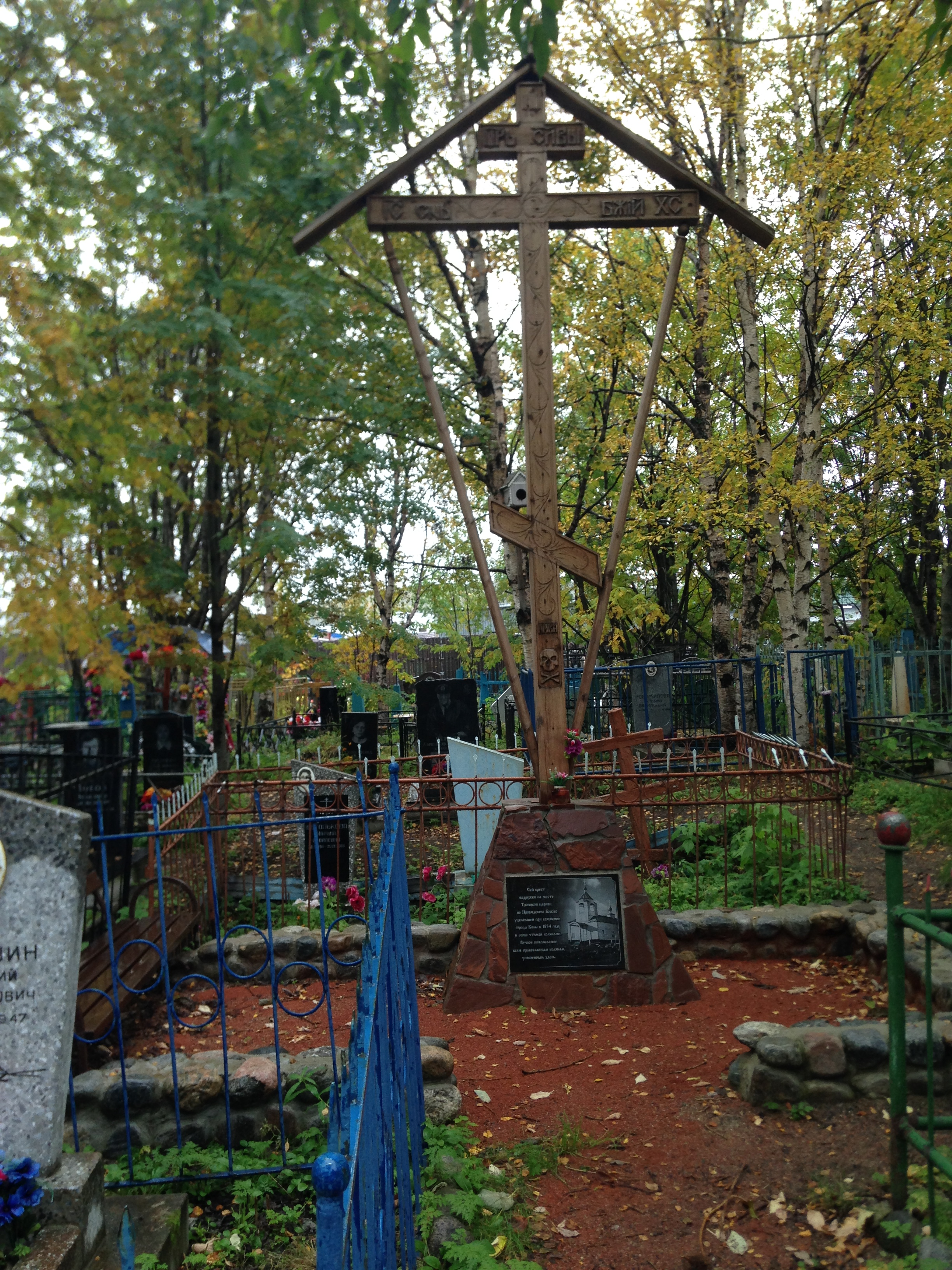

Кольский некрополь — старейшее действующее городское кладбище на территории Мурманской области. Расположено в городе Коле на Каменном (Монастырском, Кладбищенском) острове, объект культурного наследия (памятник истории и культуры) регионального значения. В 2016 году на средства гранта, выделенного по распоряжению Патриарха Московского и всея Руси Кирилла, погребальный комплекс превращён в музей под открытым небом.

## История
Кладбище на Каменном острове в городе Коле появилось не позднее 1802 г. На данной территории с XVI века находился Кольско-Печенгский монастырь. Последней монастырской храмовой постройкой была деревянная Троицкая церковь, превратившаяся в кладбищенский храм. В 1930-е годы церковь была снесена. Кладбище оставалось действующим до 1971 г. Было вновь открыто в 1993 г. Ныне является полузакрытым (то есть открыто только для подзахоронений). До наших дней на территории кладбища сохранилось 25 каменных надгробных памятников XIX — начала XX века, установленных на захоронениях представителей местного общества — городских голов, купечества, мещанства, духовенства, крестьянских семей. В 2001 г. у входа на кладбище была построена каменная церковь во имя преподобного Варлаама Керетского. На месте Троицкой церкви в 2016 г. установлен поклонный крест.